# Jean-Paul Calloud
Jean-Paul Calloud est un homme politique et un avocat français né le 14 septembre 1957 à Aix-les-Bains. Il a été député de la Savoie de 1988 à 1993, conseiller général de la Savoie de 1992 à 2004 et conseiller municipal d'Aix-les-Bains au début de sa carrière. Jean-Paul Calloud est avocat de profession.

## Biographie

### Naissance et jeunesse
Jean-Paul Calloud nait le 14 septembre 1957 à Aix-les-Bains en Savoie. Il est originaire de Drumettaz-Clarafond. Il entreprend des études de droit afin de devenir avocat. Il adhère au Parti socialiste (France) et commence sa carrière comme conseiller municipal d'Aix-les-Bains.

### Parcours politique
Conseiller municipal d’Aix-les-Bains, Jean-Paul Calloud est candidat aux élections cantonales de 1985, à 28 ans, sur le canton d'Aix-les-Bains-Sud où il est battu.
En 1988, Jean-Paul Calloud est suppléant de Louis Besson, député sortant. Celui-ci devenant ministre du logement du Gouvernement Rocard, Jean-Paul Calloud lui succède au Parlement. Lors des élections cantonales de 1992, arrivé en tête du premier tour, il est élu conseiller général.
Candidat aux législatives de 1993 (Louis Besson ne se représentant pas), il obtient 23,8 % des voix, puis au second tour, avec 47,7 % des voix, est battu par l’ancien député Gratien Ferrari (UDF).
Alors qu’il repartait favori pour 1997, il choisit de ne pas se représenter, soutenant Thierry Repentin.
Lors des cantonales de 1998, il est en ballotage face au candidat de l'Union pour la Savoie, Renaud Beretti (futur maire d'Aix-les-Bains 2018-2026). il ne se représente pas en 2004.

### Après la politique
En 2004, Jean-Paul Calloud décide de ne pas se représenter pour un troisième mandat sur le canton d'Aix-les-Bains-Sud. Jean-Louis Sarzier, premier adjoint de Drumettaz-Clarafond (DVG) lui succède dans ce canton pourtant ancré à droite.
Retiré de la vie politique, Jean-Paul Calloud exerce aujourd'hui la profession d’avocat,. Il est bâtonnier de l'Ordre des Avocats de Chambéry de 2012 à 2013.
Il est pressenti pour être candidat aux élections municipales en mars 2014 à Drumettaz-Clarafond mais n'est finalement pas candidat.[réf. nécessaire]

## Détail des mandats et fonctions

### Mandats nationaux
- Député suppléant de la Savoie de 1988 à 1989.
- Député de la Savoie de 1989 à 1993[1],[2].

### Mandats locaux
- Conseiller Général de la Savoie sur le canton d'Aix-les-Bains-Sud de 1992 à 2004.
- Conseiller municipal d'Aix-les-Bains de 1983 à 1992.

## Autres fonctions
- Bâtonnier de l'Ordre des Avocats de Chambéry de 2012 à 2013[6].